# Aizawa Minami
Aizawa Minami (相沢 みなみ (Tương-Trạch Nam) 14 tháng 6 năm 1996 –) là một cựu nữ diễn viên khiêu dâm người Nhật Bản. Cô đã tốt nghiệp trường Đại học nữ sinh Seisen.
Công ti chủ quản của cô là Apricity.

## Sự nghiệp

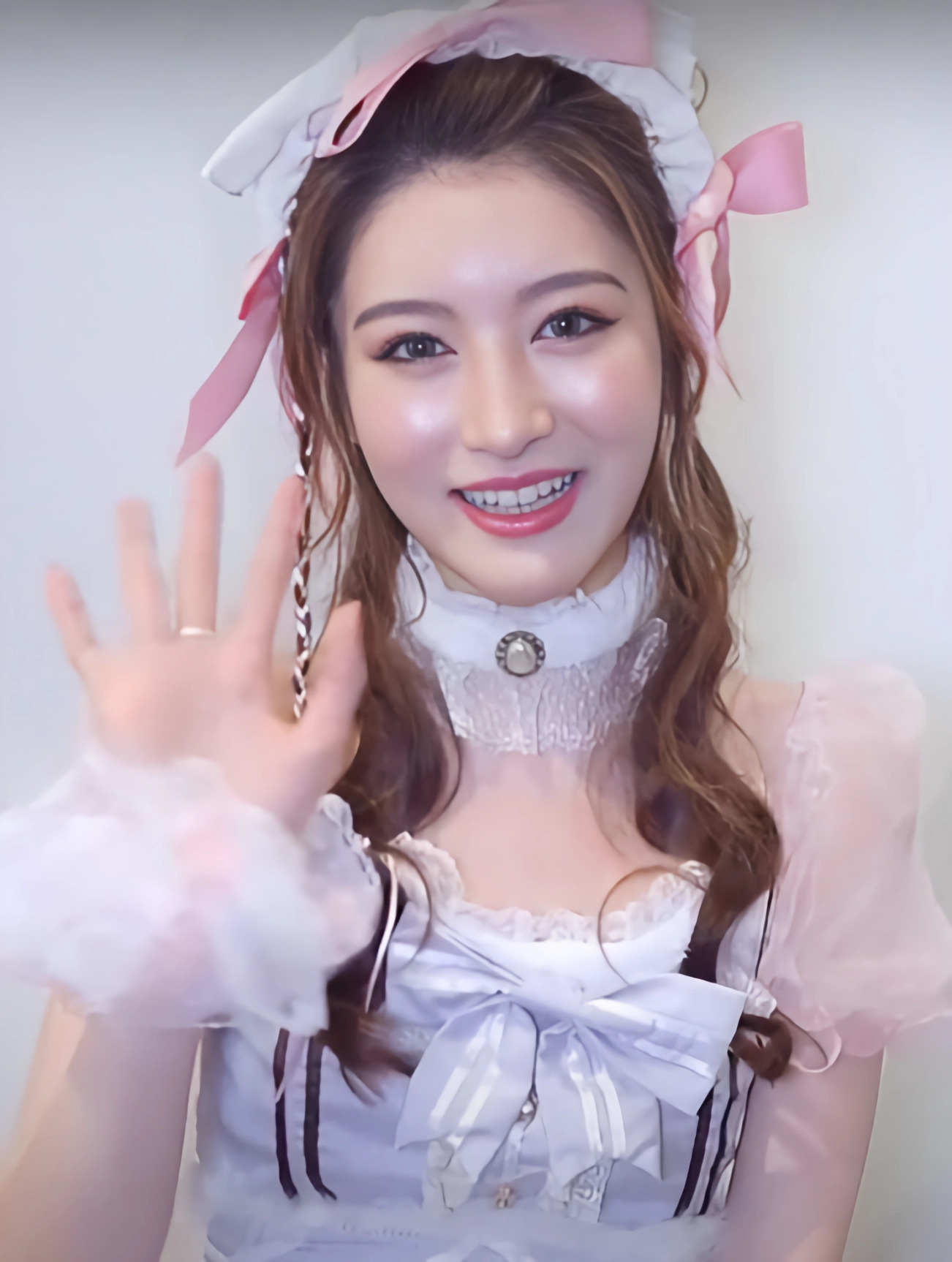
Cô khi tham gia Triển lãm Thẻ bài Vận động viên ở Syntrend Đài Bắc năm 2023

Cô ra mắt ngành phim khiêu dâm với tư cách là "cô gái 19 tuổi gợi cảm" đang học trung học. Cô lớn lên trong một gia đình được cho là khá giả và nghiêm khắc với lệnh giới nghiêm cho cô vào 4 giờ chiều khi học tiểu học và 7 giờ tối khi học trung học. Gia đình cô có truyền thống học hành và môn cô giỏi nhất là tiếng Anh. Người ta nói rằng cô có thể vào một trường đại học tư nhân danh tiếng mà không gặp bất kì khó khăn nào.
Lí do cô vào ngành là cô được tìm ra ở vùng trung tâm thành phố vào năm nhất đại học. Cô đã từng chụp ảnh người mẫu đăng tạp chí vài lần và được rất nhiều người khuyên bảo, nhưng cô đã từ chối vì sự lo lắng và nghi hoặc của cô về ngành phim khiêu dâm. Ngay cả thế, cô vẫn luôn được khuyên bảo trong hơn 1 năm, và cô chưa từng cảm thấy muốn đồng ý như thế trước đây, và cô đã đồng ý vào năm hai đại học. Số người cô đã quan hệ trước khi vào ngành là 3.
Vì cô muốn tránh bố mẹ phát hiện ra mình vào ngành phim khiêu dâm, cô bắt đầu cân bằng thời gian ở cả phía gia đình và công ti, ví dụ như quay phim xong trước 9 giờ tối để về trước giờ giới nghiêm, nhưng một người bạn thân của cô đã đã tiết lộ về tên diễn của cô, và gia đình cô rất không hài lòng về nó. Bạn thân của cô khi học trung học cũng biết đến điều đó, nhưng họ không phản đối nó.
Vào thời điểm cô vào ngành, hình ảnh của cô bị cấm dùng ở quán rượu (giới hạn độ nổi tiếng = không quảng cáo trên bất kì phương tiện truyền thông nào) để tránh phụ huynh nhìn thấy càng nhiều càng tốt, nhưng như đã nói, điều đó được tiết lộ ngay lập tức, nên cô sau đó sẽ cố để hình ảnh mình được xuất hiện nhiều hơn. Sau khi học xong đại học, cô chuyên tâm vào làm diễn viên khiêu dâm.
1/3/2019, cô được đề cử cho giải Nữ diễn viên xuất sắc nhất của Giải thưởng dành cho phim người lớn FANZA 2019. Vào ngày 5/12, cô nhận giải Nữ diễn viên xuất sắc nhất.
Cô thuộc về công ti chủ quản E-point của 44 groups từ khi vào ngành, nhưng sau khi chủ tịch công ti mất vào tháng 9/2019 cô đã chuyển sang công ti Apricity của 44 groups vào tháng 3/2020.
Tháng 12/2020, cô xếp thứ 7 trong bảng "FLASH 2020 BEST100 diễn viên đang hoạt động gợi cảm nhất" được bầu chọn bởi độc giả. Tháng 4/2021, cô xếp thứ 17 trong bảng "bầu cử nữ diễn viên phim khiêu dâm SEXY đang hoạt động 2021" của Asahi Geino.。
Tháng 6/2021, Motohashi Nobuhiro đã đăng tải "Tiểu thuyết cá nhân-Aizawa Minami" trong ấn bản tháng 7/2021 của tạp chí "Tiểu thuyết Gendai" dựa trên một buổi phỏng vấn với cô. Tháng 8 cùng năm, cô xếp thứ 40 trong "Bảng xếp hạng FLASH 2021 diễn viên nữ gợi cảm chọn bởi 300 độc giả". Tháng 12/2021, cô nhận giải Đạo diễn khỏa thân tại Giải thưởng phim khiêu dâm Asahi, trong đó Asahi Geino lựa chọn các giải dựa trên ý kiến của họ và sự công bằng. Muranishi Tōru nói rằng lí do cô được đề cử là "Tôi chưa từng cảm thấy khoái cảm nào như vậy trước đây khi xem cô".
Năm 2021, FANZA thông báo cô xếp thứ 17 theo bảng xếp hạng nữ diễn viên khiêu dâm hàng năm. Tháng 5/2022, cô đứng thứ 4 trong cuộc "bầu cử nữ diễn viên khiêu dâm SEXY năng động năm 2022" của Asahi Geino.
Tháng 5/2023, cô xếp thứ 5 trong bảng "bầu cử nữ diễn viên phim khiêu dâm SEXY đang hoạt động 2023" của Asahi Geinō.
2/6/2023, cô thông báo nghỉ việc nữ diễn viên khiêu dâm tại một sự kiện ở Đài Loan. Chủ tịch công ti E-point đã nhắc đến ở trên, tức người đã săn tìm cô đã qua đời và cô đã nghĩ đến nghỉ việc. Tuy nhiên, cô đã nghĩ rằng cô không thể phá hủy một Aizawa Minami do vị chủ tịch này để lại. Cô đã đưa ra lí do nghỉ việc là sau khoảng ba năm dịch bệnh Corona, cô đã có thể giải tỏa cảm xúc ở một mức độ nào đó, và cô bây giờ có thể cảm ơn người hâm mộ và nói rằng "Tôi nghĩ rằng vị chủ tịch (quá cố) chắc chắn sẽ cười và nói cảm ơn vì nỗ lực tôi đã bỏ ra". Tờ báo Chūji Shimbun đã đăng tin và đồn đoán về các hoạt động sau nghỉ việc của cô tại Đài Loan và Hồng Kông.
Cô đã xếp thứ 7 trong bảng xếp hạng nữ diễn viên khiêu dâm nửa đầu năm 2023 của FANZA.

## Đời tư
Cô là một kikokushijo sau khi sống ở Hoa Kỳ đến khi học những lớp đầu của trường tiểu học. Sau đó, cô chỉ dành thời gian ở Hoa Kỳ khi học trường cấp ba ở đó, nhưng vì chuyên ngành đại học của cô là tiếng Anh, cô không cặp khó khăn khi nói chuyện hàng ngày. Người hâm mộ ở nước ngoài cũng có thể theo dõi cô bằng tiếng Anh. Vào năm 2019, cô trả lời phỏng vấn ở Đài Loan bằng tiếng Anh, nhưng vào thời điểm đó kĩ năng của cô được miêu tả là "tiếng Anh tiểu học" (tuy nhiên, điều này được nhận định không khách quan vì cô không thể dịch các biệt ngữ tình dục sang tiếng Anh do cô chỉ học đến lớp ba ở Hoa Kỳ). Cô được sinh ra ở Hồng Kông.
Khi cô học tiểu học cô được chuyển về Nhật Bản, và cô nói cô đã rất khó khăn để nói tiếng Nhật. Cô sau đó đã nói chuyện với bố cô về việc này, cô thử thuyết phục tích cực rằng cô đã "học" được nhiều điều ngay cả khi chỉ rung đùi và cô để khẩu hiệu của chính mình là "điều bạn nên tin tưởng là chính bản thân".
Sở thích của cô là tự làm các phụ kiện thẩm mĩ. Trong một số trường hợp, khuyên tai được cô tháo và lấy các phần ra, và tại buổi phỏng vấn với KAI-YOU, cô được đánh giá là có bộ não khoa học.
Tên diễn của cô "Aizawa" đã được lấy từ họ của người đã giúp đỡ cô, cố chủ tịch công ti E-point.